# Relaciones Estados Unidos-Malasia
Las relaciones Estados Unidos-Malasia son las relaciones diplomáticas entre Estados Unidos y Malasia. Malasia y Estados Unidos establecieron relaciones diplomáticas en  Independencia de Malaya en 1957. Malaya fue el estado predecesor de Malasia, una federación más grande que fue formada a través de la fusión de Malaya, Borneo del Norte,  Sarawak y Singapur en 1963. Inmediatamente antes de la fusión, los últimos tres territorios fueron previamente parte del Imperio Británico. Pero Estados Unidos tuvo presencia consular y comercial en Malaya desde el siglo XIX. Los comerciantes estadounidenses, especialmente Joseph William Torrey junto con Thomas Bradley Harris también tenían intereses comerciales en la costa noroeste de Borneo también en el siglo XIX, donde establecieron la American Trading Company de Borneo.
Malasia tiene su embajada en Washington D. C., y consulado general con oficinas en Los Ángeles y Ciudad de Nueva York. Los Estados Unidos mantienen su embajada en Kuala Lumpur. A partir de 2014, los EE. UU. consideraron a Malasia como un socio integral, lo que aumentó la importancia de los lazos diplomáticos como parte de la política exterior de Asia oriental de la administración de Barack Obama. La asociación incrementó las consultas bilaterales y la cooperación en política, diplomacia, comercio, inversión, educación, relaciones personales, seguridad, medio ambiente, ciencia, tecnología y energía. que continúa siendo mejorado por el presidente Donald Trump en 2017.
En 2016, Estados Unidos es el tercer mercado de exportación más grande de Malasia en términos de valor, mientras que Malasia es el 25º destino de exportación más grande de los EE. UU. y se encuentra entre los socios comerciales más grandes para este último.

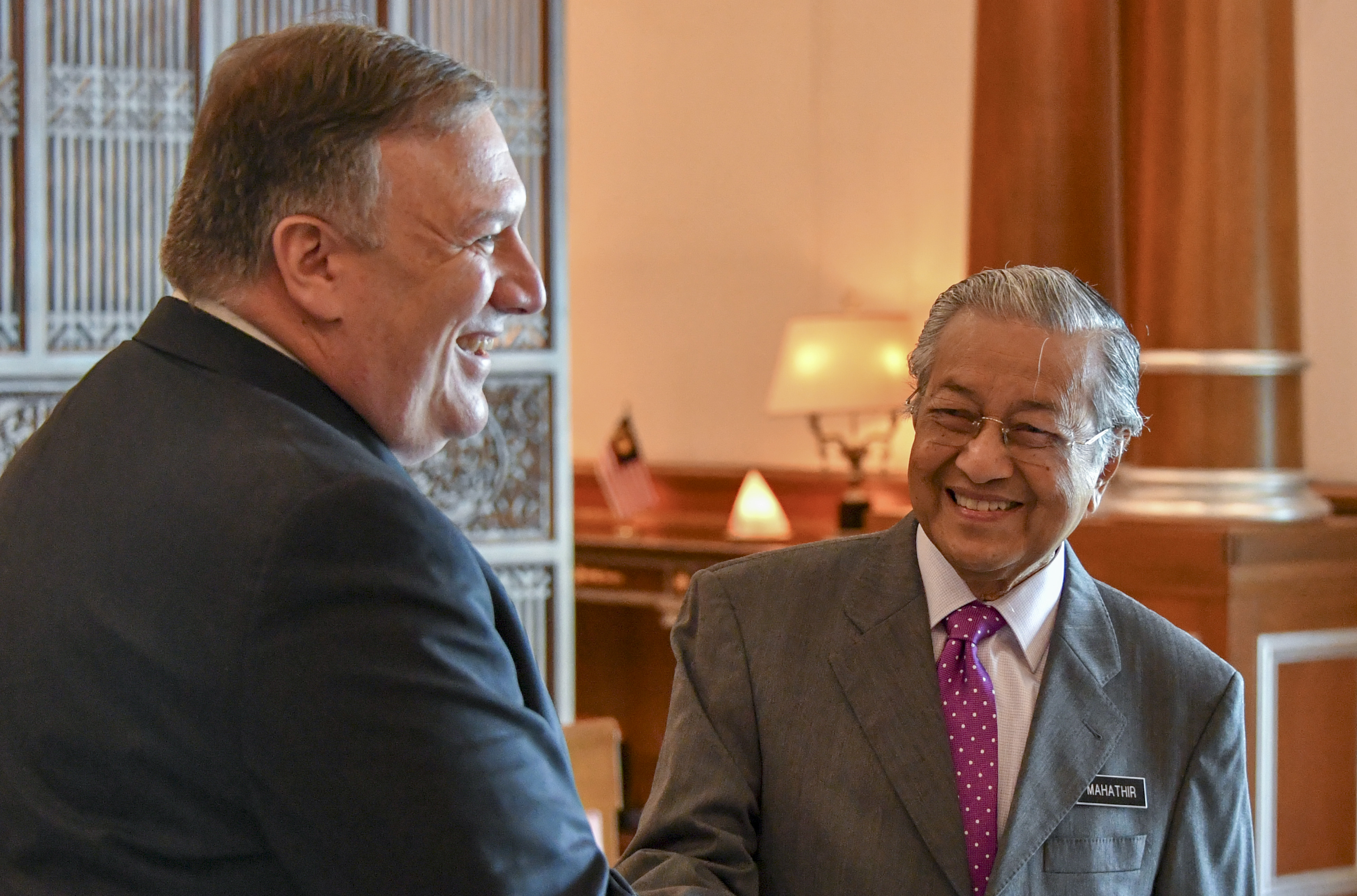
Primer ministro de Malasia Mahathir Mohamad junto a Secretario de Estado de los Estados Unidos Mike Pompeo (3 de agosto de 2018)

## Historia

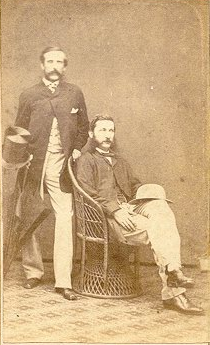
Thomas Bradley Harris (de pie a la izquierda) y Joseph William Torrey (sentado a la derecha), ambos son los primeros comerciantes de los Estados Unidos en establecer presencia en el presente Borneo de Malasia.

Los Estados Unidos tienen un largo interés comercial en Malasia, que data de la década de 1800, cuando los territorios que ahora forman parte del país del sudeste asiático todavía estaban bajo el dominio colonial británico. Si bien Malasia a través de Malaya solo estableció una presencia diplomática en los EE. UU. a partir de 1957, los EE. UU. tenían puestos consulares en Malaya e intereses comerciales en el norte de Borneo desde el siglo XIX. En 1850, los EE. UU. reconocieron el estado de Reino de Sarawak que fue establecido por un inglés llamado James Brooke como estado independiente. Los comerciantes estadounidenses Torrey y Harris a través de la American Trading Company of Borneo tenían una extensión de tierra en el noroeste de Borneo, que sin embargo se vendió a Baron von Overbeck en 1876. Los Estados Unidos además nombraron un cónsul en George Town en 1918 y establecieron puestos consulares adicionales en Kuala Lumpur en 1948 y Kuching en 1968. Los lazos modernos entre Malasia y los Estados Unidos son generalmente cálidos, ya que EE. UU. había apoyado a Malasia durante la confrontación entre Indonesia y Malasia, un conflicto armado derivado de la oposición indonesia a la formación de Malasia, que marca el comienzo de los Estados Unidos Participación directa en los asuntos políticos de Malasia. A principios de la Segunda Guerra Mundial, los Estados Unidos jugaron un papel en la liberación del sudeste asiático de la ocupación japonesa [del Imperio de Japón]] especialmente en la liberación de Borneo (campaña de Borneo 1945) como la isla está ubicada cerca del Commonwealth of the Philippines, que es un protectorado de este último.

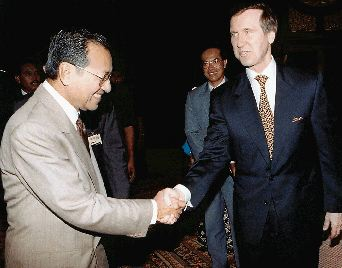
Primer ministro de Malasia Mahathir Mohamad junto a Secretario de Defensa de los Estados Unidos William Cohen (12 de enero de 1998)

Sin embargo, las relaciones políticas se volvieron tensas bajo la  gobierno de Bush durante la Guerra de Irak. Mahathir Mohamad que gobernó desde 1981 hasta 2003 criticó la política exterior de los Estados Unidos en ese momento, especialmente la política exterior de la invasión de Irak por parte de la administración de George W. Bush durante la Guerra de Irak. Sin embargo, estos períodos de tensiones entre las dos naciones no impidieron que los Estados Unidos sea uno de los socios comerciales más grandes de Malasia durante el mandato de Mahathir. EE. UU. fue, y sigue siendo, uno de los socios comerciales más grandes de Malasia y tradicionalmente se considera el aliado más cercano de Malasia. En 2002, se estableció el Consejo de Amistad entre los Estados Unidos y Malasia para fortalecer la amistad entre el gobierno de Malasia y el gobierno de los Estados Unidos. Mohd Noor Amin, presidente de International Multilateral Partnership Against Cyber Threats (IMPACT), fue nombrado Secretario General de este consejo. El consejo tiene su sede en Washington D. C. y está patrocinado por importantes empresas de Malasia para ofrecer asesoramiento sobre asuntos relacionados con las relaciones bilaterales entre los dos países.
Bajo el mando del gobierno del Primer Ministro Najib Razak, las relaciones diplomáticas bidireccionales entre las dos naciones soberanas se han calentado y normalizado una vez más. Posteriormente, el presidente de los Estados Unidos Barack Obama realizó su primera visita oficial a Malasia en abril de 2014, la primera visita de un Presidente de los Estados Unidos en funciones desde 1966. El Primer Ministro Najib y el presidente Obama emitieron una declaración conjunta que, entre otras cosas, elevó la relación Malasia-Estados Unidos a una asociación integral. Malasia está actualmente persiguiendo el Trans-Pacific Partnership (TPP) tratado con el apoyo de los Estados Unidos hasta enero de 2017. Ambos países continúan disfrutando de cálidas relaciones con los dos líderes que se convirtieron en amigos personales cercanos. En Nochebuena en 2014, Najib y Obama se ven jugando golf juntos en Hawái. Tras la victoria de Donald Trump en las elecciones presidenciales de los Estados Unidos de 2016, las relaciones continúan fortaleciéndose con Najib entre los líderes internacionales que felicitó a Trump y esperaba continuar una asociación con los Estados Unidos bajo su presidencia. En junio de 2018, la Embajada de los Estados Unidos en Kuala Lumpur organizó una serie de programas en Sabah (el antiguo Borneo del Norte) para celebrar los más de 150 años de asociación con las personas del territorio.

## Comercio y relaciones económicas.

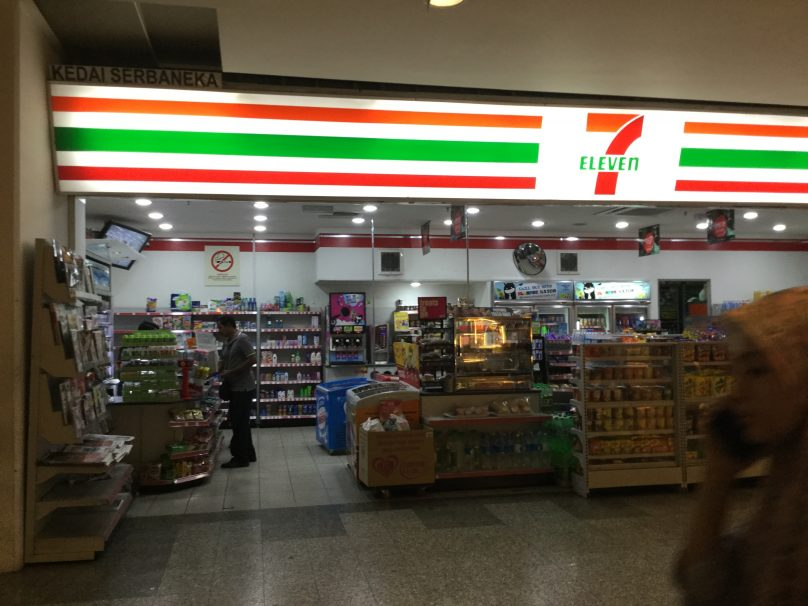
Una tienda 7-Eleven en Kuala Lumpur, Malasia. La cadena estadounidense de tienda de conveniencia tiene aproximadamente 2,000 tiendas en el país a partir de 2016.

Las primeras relaciones económicas significativas entre los territorios que ahora forman parte de Malasia, en particular Malaya, fue la participación de los EE. UU. en la producción y el comercio de estaño y caucho natural. Al mismo tiempo, Malaya fue la Minería en Malasia # el productor único más grande de ambos productos y Estados Unidos fue el mayor importador de estaño malayo. En 1917, el caucho se convirtió en la exportación más importante de Malaya y los EE. UU. Absorbieron el 77% de la producción total de caucho de Malaya. La gran demanda de caucho se debió al aumento de la producción de automóviles en Malasia.
En los días modernos, Estados Unidos es uno de los mayores inversionistas extranjeros en Malasia. La Cámara de Comercio de Malasia de los Estados Unidos sirve como una asociación empresarial para la colaboración entre ambos países. Si bien no se dispone de cifras que capten toda la gama de inversión extranjera (incluido el petróleo y el gas), las empresas estadounidenses son particularmente activas en los sectores de la energía, la electrónica y la manufactura y emplean a casi 200,000 trabajadores de Malasia. El valor acumulado de la inversión privada estadounidense en el sector manufacturero en Malasia es de aproximadamente $ 15 mil millones. En la década de 1970, las compañías estadounidenses, incluidas  Agilent AMD, Fairchild Semiconductor, Freescale Semiconductor, Intel, Texas Instruments y Western Digital fue pionero en el sector eléctrico y electrónico (E&E) de Malasia, que cada año exporta miles de millones de dólares en equipos a las cadenas de suministro mundiales. Las principales compañías de petróleo y gas de EE. UU., Incluidas ExxonMobil, ConocoPhillips,  Hess y Murphy Oil, han invertido miles de millones de dólares para desarrollar los recursos energéticos de Malasia. Muchas cadenas de cafeterías fast-food / con sede en EE. UU. Como A&W Restaurants, Burger King, Domino's Pizza, Dunkin 'Donuts, KFC , McDonald's, Pizza Hut, Starbucks, Subway, Texas Chicken y Wendy's ya dominaban el Mercados de comida rápida / cafetería de Malasia. Entre los inversores estadounidenses recientes se incluyen  Hershey, Kellogg's,  Bose y Golden Gate Capital. EE. UU. es el cuarto mayor socio comercial de Malasia y Malasia es el vigésimo segundo socio comercial del comercio bilateral de bienes y servicios en los Estados Unidos en 2013, que ascendió a aproximadamente $ 44 mil millones.
Malasia y EE. UU. iniciaron negociaciones para un [acuerdo de libre comercio entre Malasia y los Estados Unidos] (acuerdo de libre comercio entre Malasia y Estados Unidos) en junio de 2005, pero no concluyeron un acuerdo después de ocho rondas de conversaciones. La inversión de Malasia en los EE. UU. es pequeña pero está creciendo, especialmente en el ocio, los juegos y biotecnología. Las compañías malasias importantes que operan en los EE. UU. incluyen el Resort World Casino de  Genting y MOL Global, una Bolsa de Nueva York que cotiza en bolsa. En 2010, Malasia se unió a los Estados Unidos, Australia, Brunéi, Canadá, Chile, México, Nueva Zelanda, Perú , Singapur y Vietnam en la negociación de la Trans-Pacific Partnership (TPP) (Japón se unió posteriormente a las negociaciones en 2013). Este acuerdo busca ampliar el acceso al mercado, fortalecer las protecciones de propiedad intelectual y respaldar los altos estándares laborales y ambientales al tiempo que fomenta una mayor integración económica entre los participantes. Sin embargo, EE. UU. abandonó el TPP en 2017.

## Relaciones educativas

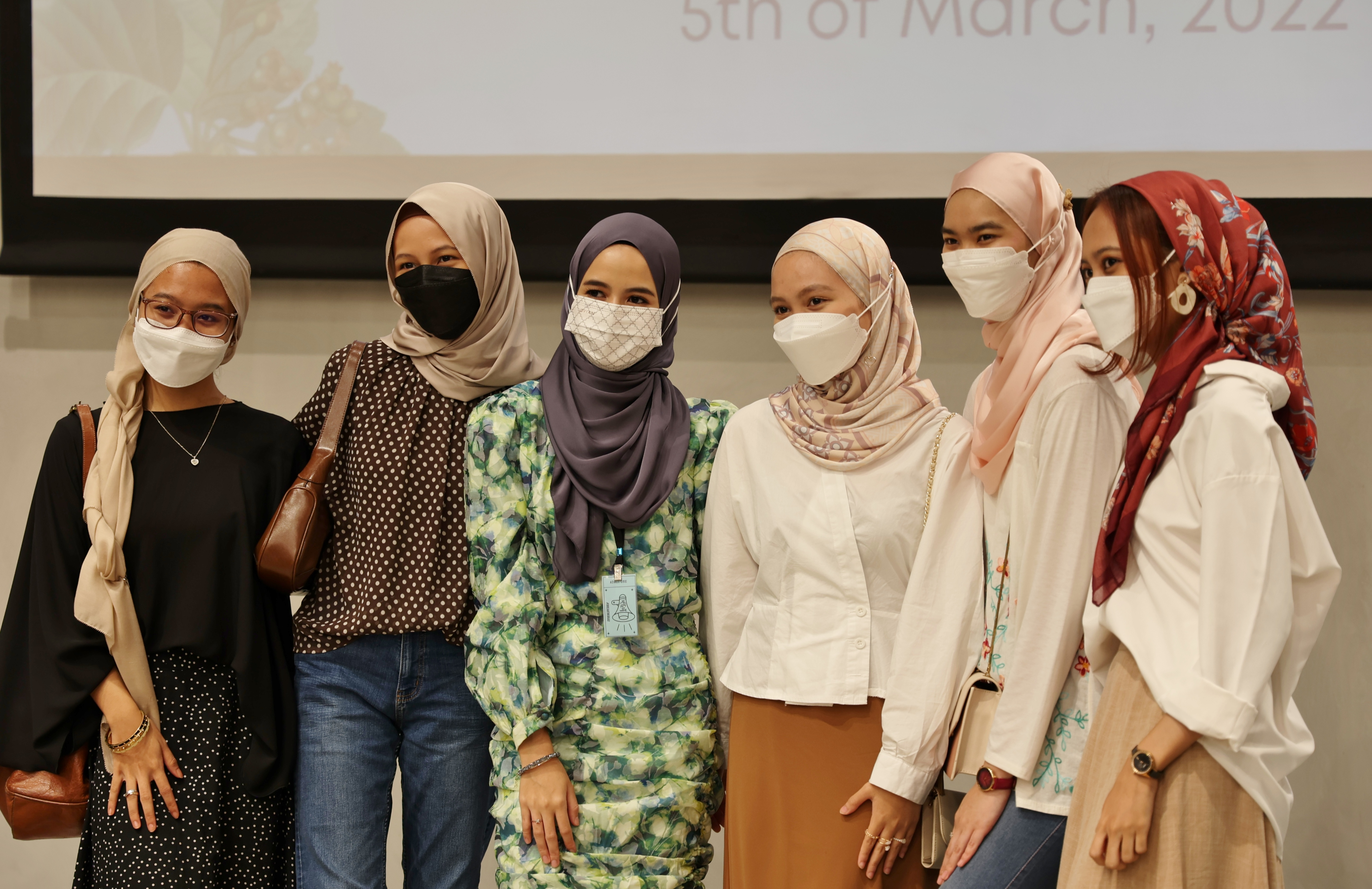
Creando agentes de cambio

El Programa Fulbright English Teaching Assistant ayuda a mejorar las habilidades del idioma inglés de miles de estudiantes de secundaria en Malasia y hay alrededor de 6,000 alumnos de Departamento de Estado de los Estados Unidos - programas de intercambio patrocinados en Malasia. En 2014, el presidente Obama anunció programas de intercambio adicionales, oportunidades de becas y becas para jóvenes de 18 a 35 años de edad bajo la Iniciativa de Jóvenes Líderes de Jóvenes del Sudeste Asiático (YSEALI, por sus siglas en inglés). Desde 2001, el Fondo de los Embajadores para la Conservación Cultural (AFCP) ha apoyado 10 proyectos para apoyar la preservación del patrimonio cultural en Malasia.

## Cooperación y relaciones de seguridad

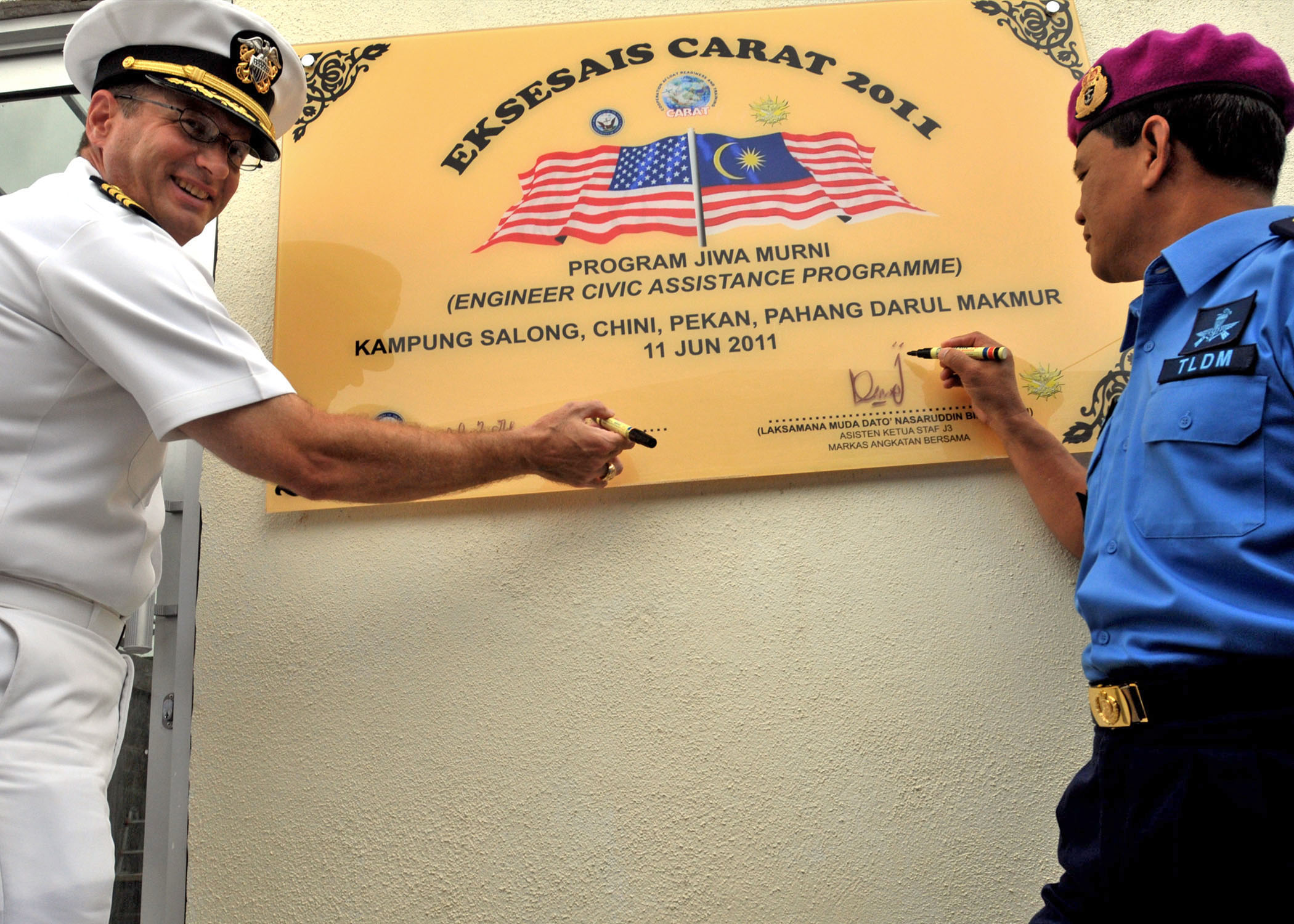
Marina de los Estados Unidos Capitán y Marina Real de Malasia Contralmirante firmando una placa de dedicación para una nueva clínica médica construida en Pekan, Pahang a través de la colaboración durante Cooperación para la preparación y entrenamiento a flote (Ejercicio CARAT) en 2011.

Malasia y los EE. UU. disfrutan de una sólida cooperación de seguridad, ya que ambos han mantenido una cooperación de defensa estable desde la década de los noventa. Si bien la seguridad de Malasia está asegurada por los Five Power Defense Arrangements (FPDA) con Australia, Nueva Zelanda, Singapur y Reino Unido, los Estados Unidos también tienen alianza militar con Australia y Nueva Zelanda bajo el  Australia, Nueva Zelanda, Tratado de Seguridad de los Estados Unidos (ANZUS) y ha establecido una cooperación militar y política directa con Singapur y Malasia, cuyas fuerzas armadas son cada vez más dependientes de los envíos de armas estadounidenses. con la carabina M4 y rifle M16 se convirtieron en los rifles de asalto principales para ambas fuerzas armadas. Malasia también compró varios sistemas de armas de alta tecnología de EE. UU., en particular el avión de combate  McDonnell Douglas F / A-18D y McDonnell Douglas MD 530G helicóptero de ataque.

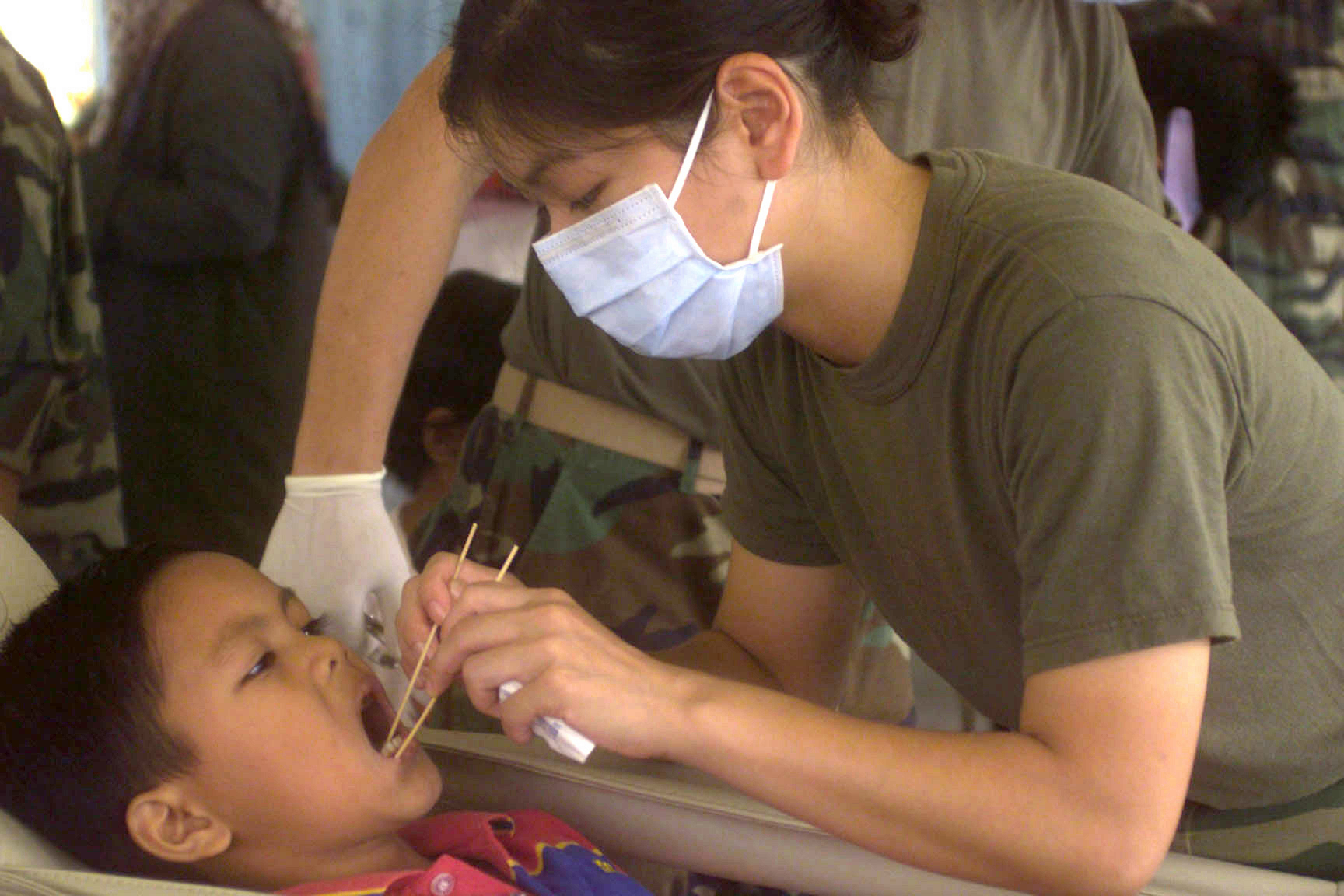
El oficial de la Teniente de la Marina de los Estados Unidos trata a los pobladores de Malasia de Nilai, Negeri Sembilan durante un proyecto de acción cívica médica y dental de CARAT en 2002.

Durante la  Batalla de Mogadiscio en octubre de 1993, 113 miembros de un Ejército de Malasia batallón se desplegaron como parte de la [Operación de las Naciones Unidas en Somalia II] para rescatar a los estadounidenses. los guardabosques que fueron rodeados por militantes somalíes después de que dos [Sikorsky UH-60 Black Hawk] de EE. UU. fueran derribados por este último. Anteriormente, el 1 de julio de 2003, Malasia estableció un Centro Regional del Sudeste Asiático para el Lucha contra el Terrorismo (SEARCCT), donde ambos colaboran en la lucha contra el financiamiento del terrorismo. Tanto Malasia como los EE. UU. comparten una sólida relación militar-militar con numerosos intercambios, capacitación, ejercicios conjuntos y visitas, como la participación anual de ambos países en la Cooperación para la preparación y la capacitación (Ejercicio CARAT) y cooperación en Educación y formación militar internacional (IMET). Los Estados Unidos también se encuentran entre los países extranjeros que han colaborado con el centro en la realización de programas de desarrollo de capacidades. El Centro de Mantenimiento de la Paz de Malasia brinda capacitación previa al despliegue a los miembros del personal de mantenimiento de la paz de Malasia y antes del despliegue en Naciones Unidas (ONU) misiones. A través de la Iniciativa de Operaciones de Paz Global, los Estados Unidos brindaron apoyo para el Centro de Mantenimiento de la Paz de Malasia. Durante la visita del presidente Obama en abril de 2014, Malasia respaldó la Iniciativa de seguridad contra la proliferación (PSI).

## Visitas oficiales
El primer ministro Najib Razak y el presidente Barack Obama se reunieron justo antes de la Cumbre de Seguridad Nuclear en Washington el 12 de abril de 2010. Muchos pensaron que esta reunión representa una mejora significativa en las relaciones Malasia-Estados Unidos. Esta fue su primera reunión uno a uno. Durante su charla, Obama buscó más ayuda de Malasia para frenar la proliferación nuclear que Obama describió como la mayor amenaza para la seguridad mundial. En junio de 2009, Najib y Obama discutieron por teléfono la crisis financiera mundial, los problemas de no proliferación nuclear y dos malayos detenidos en el campo de detención de la Bahía de Guantánamo. Durante la cumbre, Najib subrayó que Malasia solo apoyaba programas nucleares diseñados con fines pacíficos. La asistencia de Najib a la cumbre fue parte de una visita oficial de una semana a los Estados Unidos.
El 21 de octubre de 2013, el Secretario de Estado John Kerry y el Secretario de Comercio Penny Pritzker visitaron Kuala Lumpur para participar en la Cumbre Mundial del Espíritu Empresarial. El secretario Kerry visitó Malasia nuevamente del 4 al 6 de agosto de 2015 para asistir al Foro Regional de la ASEAN (ARF). El 26 de abril de 2014, el presidente Obama realizó una visita de Estado a Malasia. Es el segundo presidente de los Estados Unidos en visitar Malasia desde Lyndon B. Johnson en 1966.
Los siguientes son altos diplomáticos y políticos estadounidenses que han visitado Malasia:
- La secretaria de Estado de los Estados Unidos Condoleezza Rice visitó Kuala Lumpur en julio de 2006.[61]
- La Secretaria de Estado de los Estados Unidos Hillary Clinton realizó una visita bilateral de 3 días a Kuala Lumpur en noviembre de 2010.[62]
- El Secretario de Defensa de los Estados Unidos Robert Gates visitó Malasia en noviembre de 2010.[63][64]
- El fiscal general de los Estados Unidos Eric Holder visitó Kuala Lumpur, Malasia en julio de 2012.[65]
- El Secretario de Defensa de los Estados Unidos Chuck Hagel visitó Kuala Lumpur, Malasia, en agosto de 2013.[66][67]
- El Secretario del Tesoro de los Estados Unidos Jacob Lew visitó Kuala Lumpur, Malasia, en noviembre de 2013.[68]
- El Representante de Comercio de los Estados Unidos Michael Froman visitó Kuala Lumpur, Malasia en cuatro ocasiones, la más reciente en 2015.[69]
- La delegación bipartidista del Congreso de los Estados Unidos, encabezada por Paul Ryan, presidente del Comité de Medios y Medios de la Cámara de Representantes, visitó Kuala Lumpur, Malasia, en febrero de 2015.[70]
- El Secretario de Estado de los Estados Unidos Mike Pompeo visitó Kuala Lumpur, Malasia, en agosto de 2018.[71]

## Opinión pública
De acuerdo con las encuestas de opinión globales, solo el 27% de los malasios vieron a los Estados Unidos favorablemente en 2007, probablemente debido a la desaprobación de la política exterior de los Estados Unidos contra sus naciones islámicas. Sin embargo, a partir de 2013, el 55% de los malayos ven a los Estados Unidos favorablemente, disminuyendo un poco hasta el 51% en 2014. Según la misma encuesta realizada en 2015, el 54% de los malayos confiaba en que el presidente Obama haría lo correcto en los asuntos internacionales. Según el Informe de Liderazgo Global de EE. UU. de 2012, el 34% de los malayos aprobó el liderazgo de EE. UU., el 31% lo desaprueba y el 35% es incierto.

## Misiones diplomáticas

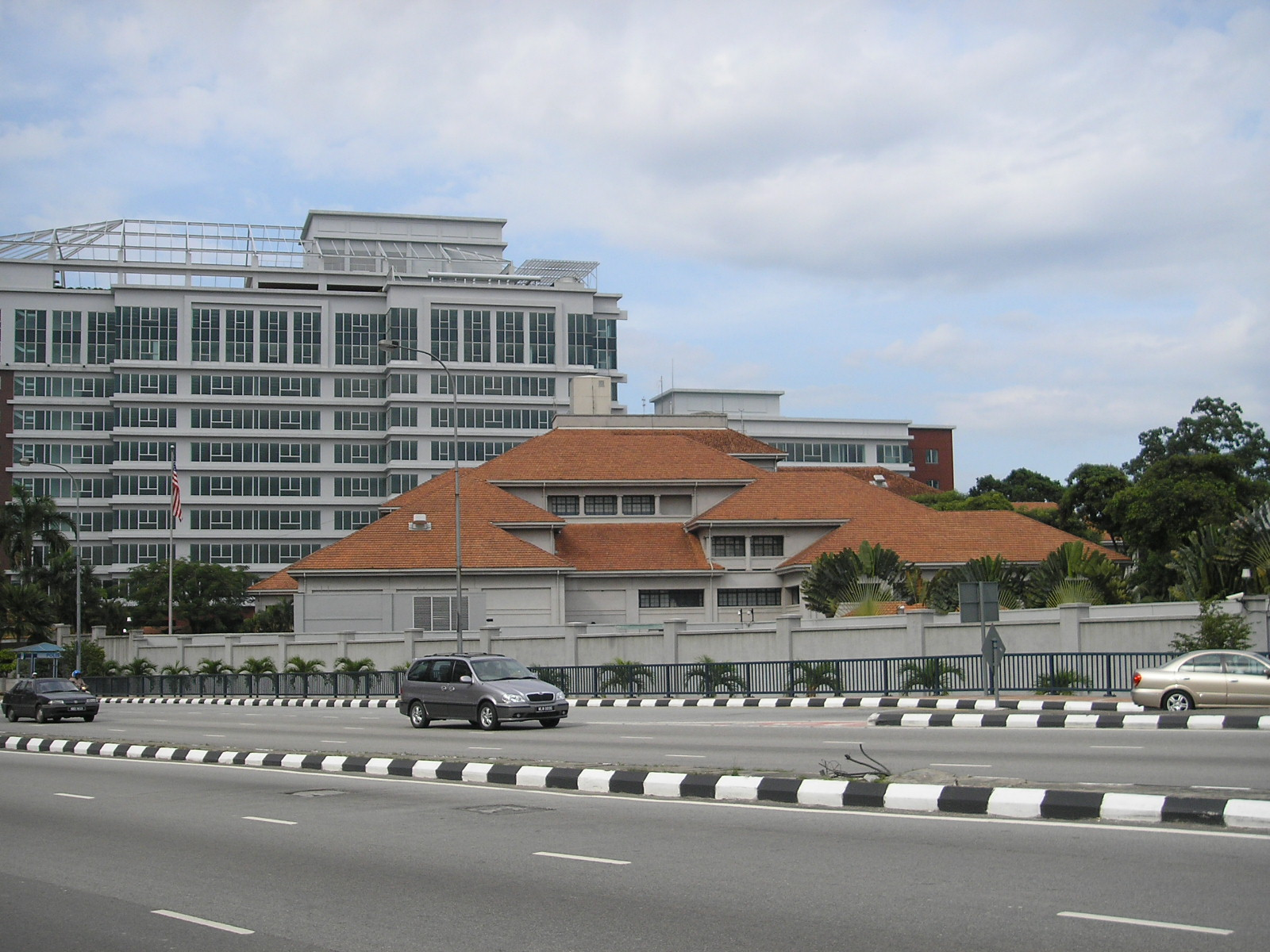
Embajada de Estados Unidos en Kuala Lumpur.

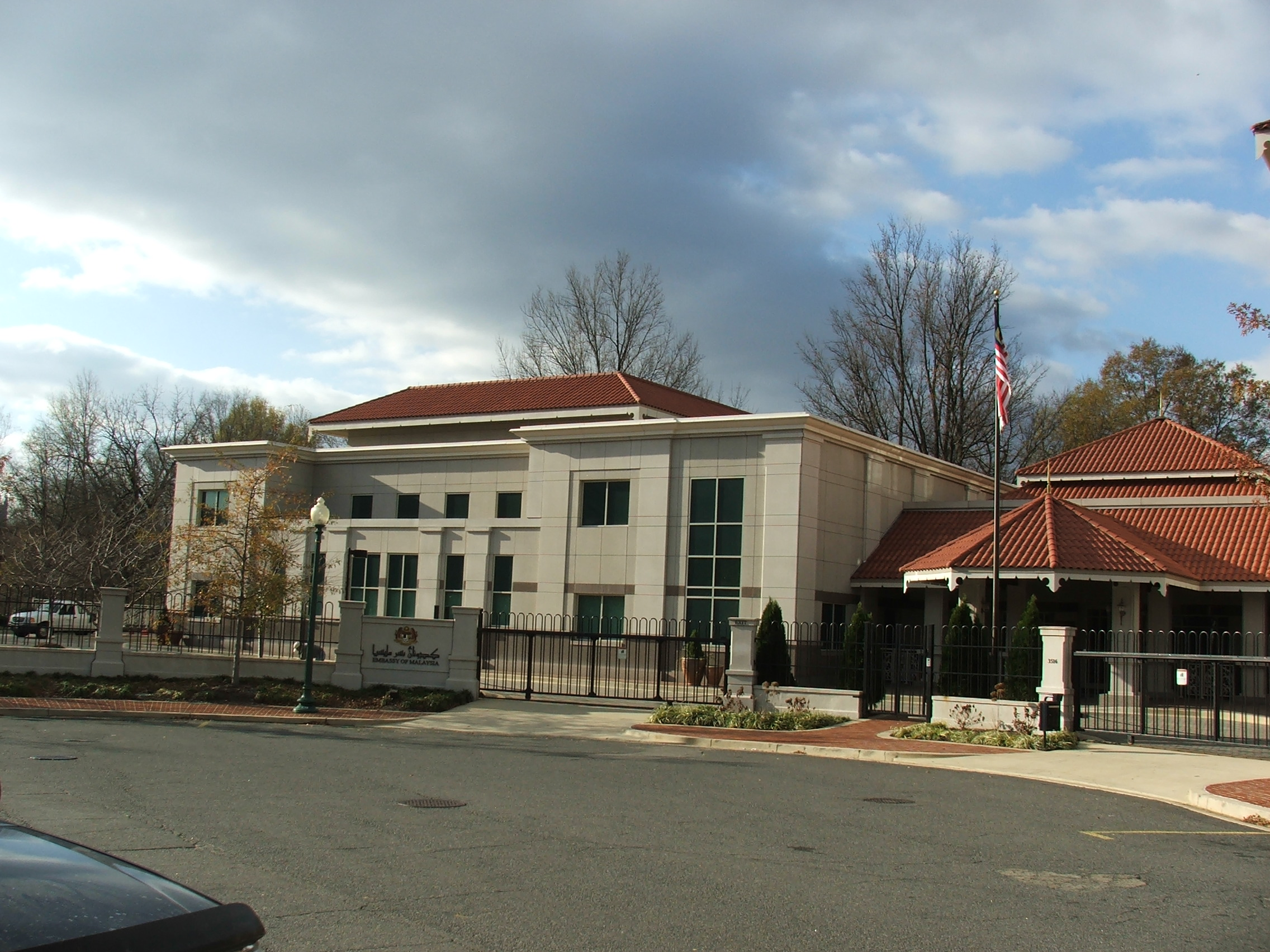
Embajada de Malasia en Washington D. C.

### Embajada de Estados Unidos en Malasia
La embajada de Estados Unidos en Malasia se encuentra en Jalan Tun Razak, Kuala Lumpur. Los principales funcionarios de la embajada de los Estados Unidos incluyen:
- Embajadora de Estados Unidos en Malasia – Kamala Shirin Lakhdhir[75][76]
- Jefe Adjunto de Misión – Dean Thompson[77]
- Consejera Político – Sally Behrhorst
- Consejero Económico – Nat Turner[78]
- Consejero de Asuntos Públicos – Bradley A. Hurst[79]
- Cónsul – Matthew E. Keene[80]
- Consejero de Gestión – Eric Lindberg[81]
- Consejera Comercial – Catherine P. Spillman[82]
- Agregado Agrícola – Joani Dong[83]

### Embajada de Malasia en Estados Unidos
- Embajador de Malasia en Estados Unidos – Zulhasnan Rafique[84]
- Consejero económico – Sabariah Ghazali[85]